# Рибњак (Нашице)
Рибњак је насељено место у граду Нашице, Осјечко-барањска жупанија, Хрватска.

## Историја
До територијалне реорганизације у Хрватској био је у саставу старе општине Нашице.

## Становништво
У попису становништва из 2011. године, Рибњак је имао 51 становника.
| Број становника према пописима | Број становника према пописима | Број становника према пописима | Број становника према пописима | Број становника према пописима | Број становника према пописима | Број становника према пописима | Број становника према пописима | Број становника према пописима | Број становника према пописима | Број становника према пописима | Број становника према пописима | Број становника према пописима | Број становника према пописима | Број становника према пописима | Број становника према пописима |
| ------------------------------ | ------------------------------ | ------------------------------ | ------------------------------ | ------------------------------ | ------------------------------ | ------------------------------ | ------------------------------ | ------------------------------ | ------------------------------ | ------------------------------ | ------------------------------ | ------------------------------ | ------------------------------ | ------------------------------ | ------------------------------ |
| 1857                           | 1869                           | 1880                           | 1890                           | 1900                           | 1910                           | 1921                           | 1931                           | 1948                           | 1953                           | 1961                           | 1971                           | 1981                           | 1991                           | 2001                           | 2011                           |
| 0                              | 0                              | 0                              | 0                              | 39                             | 153                            | 66                             | 205                            | 204                            | 186                            | 168                            | 80                             | 65                             | 68                             | 60                             | 51                             |

Напомена: Самостално насеље од 1981. Настао је издвајањем дела подручја из насеља Брезница Нашичка (Кошка) и насеља Кравље које је престало да постоји. Године 1991. Нненасељени део подручја издвојен је у насеље Клокочевци (Ђурђеновац). Садржи податке за некадашње насеље Кравље, које је насеље од 1948. до 1971. исказивано као самостално насеље, а део података се налазио у насељу Брезница Нашичка (Кошка) до 1971.